# Résultats électoraux de Rivière-du-Loup
Les résultats électoraux de Rivière-du-Loup depuis la création de la circonscription sont inscrits dans les tableaux ci-dessous. Les résultats donnés sont conformes à ceux donnés par le Directeur général des élections du Québec. Il faut noter qu'en 1939 la circonscription a fusionné avec une autre pour devenir la circonscription de Kamouraska–Rivière-du-Loup le temps d'un scrutin. C'était un des éphémères districts électoraux de 1939. La circonscription revient à son ancienne forme jusqu'à un léger redécoupage qui a lieu en 1972.
| Aller aux résultats d'une élection |
| --- |
| 1931 • 1935 • 1939 • 1944 • 1948 • 1952 • 1956 • 1960 • 1962 • 1966 • 1970 • 1973 • 1976 • 1981 • 1985 • 1989 • 1994 • 1998 • 2003 • 2007 • 2008• 2009 |

## Résultats
|                                                                                              | Nom             | Parti        | Nombre de voix | %      | Maj.  |
| -------------------------------------------------------------------------------------------- | --------------- | ------------ | -------------- | ------ | ----- |
|                                                                                              | Léon Casgrain   | Libéral      | 3 777          | 64,3 % | 1 679 |
|                                                                                              | Antonio Paradis | Conservateur | 2 098          | 35,7 % | -     |
| Total                                                                                        | Total           | Total        | 5 875          | 100 %  |       |
| Le taux de participation lors de l'élection était de 81,6 % et 64 bulletins ont été rejetés. |                 |              |                |        |       |

|                                                                                               | Nom                     | Parti   | Nombre de voix | %      | Maj.  |
| --------------------------------------------------------------------------------------------- | ----------------------- | ------- | -------------- | ------ | ----- |
|                                                                                               | Léon Casgrain (sortant) | Libéral | 3 866          | 59,3 % | 1 208 |
|                                                                                               | Alfred Dionne           | ALN     | 2 658          | 40,7 % | -     |
| Total                                                                                         | Total                   | Total   | 6 524          | 100 %  |       |
| Le taux de participation lors de l'élection était de 84,5 % et 111 bulletins ont été rejetés. |                         |         |                |        |       |

|                                                                                              | Nom                     | Parti           | Nombre de voix | %      | Maj. |
| -------------------------------------------------------------------------------------------- | ----------------------- | --------------- | -------------- | ------ | ---- |
|                                                                                              | Léon Casgrain (sortant) | Libéral         | 3 572          | 50,6 % | 85   |
|                                                                                              | Alfred Dionne           | Union nationale | 3 487          | 49,4 % | -    |
| Total                                                                                        | Total                   | Total           | 7 059          | 100 %  |      |
| Le taux de participation lors de l'élection était de 88,5 % et 23 bulletins ont été rejetés. |                         |                 |                |        |      |

|                                                                                              | Nom                       | Parti           | Nombre de voix | %      | Maj.  |
| -------------------------------------------------------------------------------------------- | ------------------------- | --------------- | -------------- | ------ | ----- |
|                                                                                              | Léon Casgrain (sortant)   | Libéral         | 6 691          | 58,7 % | 2 148 |
|                                                                                              | Antonio Paradis           | Union nationale | 4 543          | 39,8 % | -     |
|                                                                                              | Joseph-Éleuthère Rousseau | ALN             | 171            | 1,5 %  | -     |
| Total                                                                                        | Total                     | Total           | 11 405         | 100 %  |       |
| Le taux de participation lors de l'élection était de 81,5 % et 99 bulletins ont été rejetés. |                           |                 |                |        |       |

|                                                                                               | Nom                     | Parti           | Nombre de voix | %      | Maj. |
| --------------------------------------------------------------------------------------------- | ----------------------- | --------------- | -------------- | ------ | ---- |
|                                                                                               | Léon Casgrain (sortant) | Libéral         | 7 061          | 50,4 % | 901  |
|                                                                                               | Roméo Gagné             | Union nationale | 6 160          | 43,9 % | -    |
|                                                                                               | Thomas Thalbot          | Bloc populaire  | 797            | 5,7 %  | -    |
| Total                                                                                         | Total                   | Total           | 14 018         | 100 %  |      |
| Le taux de participation lors de l'élection était de 84,2 % et 103 bulletins ont été rejetés. |                         |                 |                |        |      |

|                                                                                               | Nom                     | Parti               | Nombre de voix | %      | Maj.  |
| --------------------------------------------------------------------------------------------- | ----------------------- | ------------------- | -------------- | ------ | ----- |
|                                                                                               | Roméo Gagné             | Union nationale     | 9 391          | 56,9 % | 2 582 |
|                                                                                               | Léon Casgrain (sortant) | Libéral             | 6 809          | 41,3 % | -     |
|                                                                                               | Marc Riou               | Union des électeurs | 305            | 1,8 %  | -     |
| Total                                                                                         | Total                   | Total               | 16 505         | 100 %  |       |
| Le taux de participation lors de l'élection était de 89,6 % et 166 bulletins ont été rejetés. |                         |                     |                |        |       |

|                                                                                               | Nom                   | Parti                       | Nombre de voix | %      | Maj. |
| --------------------------------------------------------------------------------------------- | --------------------- | --------------------------- | -------------- | ------ | ---- |
|                                                                                               | Roméo Gagné (sortant) | Union nationale             | 8 689          | 51,2 % | 453  |
|                                                                                               | Alphonse Couturier    | Libéral                     | 8 236          | 48,5 % | -    |
|                                                                                               | Jean-Baptiste Lavoie  | Union nationale indépendant | 62             | 0,4 %  | -    |
| Total                                                                                         | Total                 | Total                       | 16 987         | 100 %  |      |
| Le taux de participation lors de l'élection était de 89,4 % et 283 bulletins ont été rejetés. |                       |                             |                |        |      |

|                                                                                               | Nom                   | Parti                       | Nombre de voix | %      | Maj. |
| --------------------------------------------------------------------------------------------- | --------------------- | --------------------------- | -------------- | ------ | ---- |
|                                                                                               | Alphonse Couturier    | Libéral                     | 8 623          | 51,2 % | 556  |
|                                                                                               | Maurice-Wilfrid Soucy | Union nationale             | 8 067          | 47,9 % | -    |
|                                                                                               | Pierre-Hervé Marquis  | Union nationale indépendant | 139            | 0,8 %  | -    |
| Total                                                                                         | Total                 | Total                       | 16 829         | 100 %  |      |
| Le taux de participation lors de l'élection était de 87,9 % et 196 bulletins ont été rejetés. |                       |                             |                |        |      |

|                                                                                               | Nom                          | Parti           | Nombre de voix | %      | Maj. |
| --------------------------------------------------------------------------------------------- | ---------------------------- | --------------- | -------------- | ------ | ---- |
|                                                                                               | Alphonse Couturier (sortant) | Libéral         | 8 671          | 51,7 % | 572  |
|                                                                                               | Maurice-Wilfrid Soucy        | Union nationale | 8 099          | 48,3 % | -    |
| Total                                                                                         | Total                        | Total           | 16 770         | 100 %  |      |
| Le taux de participation lors de l'élection était de 88,6 % et 227 bulletins ont été rejetés. |                              |                 |                |        |      |

|                                                                                               | Nom                          | Parti           | Nombre de voix | %      | Maj. |
| --------------------------------------------------------------------------------------------- | ---------------------------- | --------------- | -------------- | ------ | ---- |
|                                                                                               | Alphonse Couturier (sortant) | Libéral         | 8 493          | 51,2 % | 403  |
|                                                                                               | Gérard Lebel                 | Union nationale | 8 090          | 48,8 % | -    |
| Total                                                                                         | Total                        | Total           | 16 583         | 100 %  |      |
| Le taux de participation lors de l'élection était de 85,7 % et 209 bulletins ont été rejetés. |                              |                 |                |        |      |

|                                                                                               | Nom                    | Parti           | Nombre de voix | %      | Maj. |
| --------------------------------------------------------------------------------------------- | ---------------------- | --------------- | -------------- | ------ | ---- |
|                                                                                               | Gérard Lebel (sortant) | Union nationale | 9 691          | 52,2 % | 811  |
|                                                                                               | Alphonse Couturier     | Libéral         | 8 880          | 47,8 % | -    |
| Total                                                                                         | Total                  | Total           | 18 571         | 100 %  |      |
| Le taux de participation lors de l'élection était de 83,2 % et 411 bulletins ont été rejetés. |                        |                 |                |        |      |

|                                                                                             | Nom                    | Parti                 | Nombre de voix | %      | Maj.  |
| ------------------------------------------------------------------------------------------- | ---------------------- | --------------------- | -------------- | ------ | ----- |
|                                                                                             | Paul Lafrance          | Libéral               | 8 586          | 41,4 % | 1 001 |
|                                                                                             | Gérard Lebel (sortant) | Union nationale       | 7 585          | 36,6 % | -     |
|                                                                                             | Robert Bergeron        | Ralliement créditiste | 2 558          | 12,3 % | -     |
|                                                                                             | Marius Milord          | Parti québécois       | 2 008          | 9,7 %  | -     |
| Total                                                                                       | Total                  | Total                 | 20 737         | 100 %  |       |
| Le taux de participation lors de l'élection était de 86 % et 241 bulletins ont été rejetés. |                        |                       |                |        |       |

|                                                                                               | Nom                     | Parti                 | Nombre de voix | %      | Maj.  |
| --------------------------------------------------------------------------------------------- | ----------------------- | --------------------- | -------------- | ------ | ----- |
|                                                                                               | Paul Lafrance (sortant) | Libéral               | 10 827         | 50,4 % | 6 079 |
|                                                                                               | Gérard Roy              | Ralliement créditiste | 4 748          | 22,1 % | -     |
|                                                                                               | Franl Lemieux           | Parti québécois       | 3 773          | 17,6 % | -     |
|                                                                                               | Réal Grondin            | Union nationale       | 2 129          | 9,9 %  | -     |
| Total                                                                                         | Total                   | Total                 | 21 477         | 100 %  |       |
| Le taux de participation lors de l'élection était de 79,2 % et 453 bulletins ont été rejetés. |                         |                       |                |        |       |

|                                                                                               | Nom                     | Parti                 | Nombre de voix | %      | Maj.  |
| --------------------------------------------------------------------------------------------- | ----------------------- | --------------------- | -------------- | ------ | ----- |
|                                                                                               | Jules Boucher           | Parti québécois       | 9 415          | 38,5 % | 1 904 |
|                                                                                               | Paul Lafrance (sortant) | Libéral               | 7 511          | 30,7 % | -     |
|                                                                                               | Réal Grondin            | Union nationale       | 5 230          | 21,4 % | -     |
|                                                                                               | Gérard Roy              | Ralliement créditiste | 2 281          | 9,3 %  | -     |
| Total                                                                                         | Total                   | Total                 | 24 437         | 100 %  |       |
| Le taux de participation lors de l'élection était de 84,5 % et 531 bulletins ont été rejetés. |                         |                       |                |        |       |

|                                                                                               | Nom                     | Parti           | Nombre de voix | %      | Maj.  |
| --------------------------------------------------------------------------------------------- | ----------------------- | --------------- | -------------- | ------ | ----- |
|                                                                                               | Jules Boucher (sortant) | Parti québécois | 12 871         | 55,3 % | 3 629 |
|                                                                                               | Émilien Michaud         | Libéral         | 9 242          | 39,7 % | -     |
|                                                                                               | Régent Raymond          | Union nationale | 1 154          | 5 %    | -     |
| Total                                                                                         | Total                   | Total           | 23 267         | 100 %  |       |
| Le taux de participation lors de l'élection était de 80,7 % et 279 bulletins ont été rejetés. |                         |                 |                |        |       |

|                                                                                               | Nom               | Parti               | Nombre de voix | %      | Maj.  |
| --------------------------------------------------------------------------------------------- | ----------------- | ------------------- | -------------- | ------ | ----- |
|                                                                                               | Albert Côté       | Libéral             | 11 690         | 53,3 % | 2 304 |
|                                                                                               | Denis M. Levesque | Parti québécois     | 9 386          | 42,8 % | -     |
|                                                                                               | Marius Tremblay   | NPD Québec          | 711            | 3,2 %  | -     |
|                                                                                               | Évelyne Sévigny   | Socialisme chrétien | 136            | 0,6 %  | -     |
| Total                                                                                         | Total             | Total               | 21 923         | 100 %  |       |
| Le taux de participation lors de l'élection était de 75,1 % et 366 bulletins ont été rejetés. |                   |                     |                |        |       |

|                                                                                               | Nom                   | Parti              | Nombre de voix | %      | Maj.  |
| --------------------------------------------------------------------------------------------- | --------------------- | ------------------ | -------------- | ------ | ----- |
|                                                                                               | Albert Côté (sortant) | Libéral            | 11 317         | 54,5 % | 2 581 |
|                                                                                               | Harold LeBel          | Parti québécois    | 8 736          | 42,1 % | -     |
|                                                                                               | Pierre-Paul Malenfant | Marxiste-léniniste | 720            | 3,5 %  | -     |
| Total                                                                                         | Total                 | Total              | 20 773         | 100 %  |       |
| Le taux de participation lors de l'élection était de 74,6 % et 785 bulletins ont été rejetés. |                       |                    |                |        |       |

|                                                                                               | Nom            | Parti               | Nombre de voix | %      | Maj.  |
| --------------------------------------------------------------------------------------------- | -------------- | ------------------- | -------------- | ------ | ----- |
|                                                                                               | Mario Dumont   | Action démocratique | 13 307         | 54,8 % | 6 699 |
|                                                                                               | Harold LeBel   | Parti québécois     | 6 608          | 27,2 % | -     |
|                                                                                               | Jean D'Amour   | Libéral             | 4 226          | 17,4 % | -     |
|                                                                                               | Richard Cimon  | Sans désignation    | 99             | 0,4 %  | -     |
|                                                                                               | Armand Pouliot | Loi naturelle       | 55             | 0,2 %  | -     |
| Total                                                                                         | Total          | Total               | 24 295         | 100 %  |       |
| Le taux de participation lors de l'élection était de 83,6 % et 173 bulletins ont été rejetés. |                |                     |                |        |       |

|                                                                                               | Nom                    | Parti                 | Nombre de voix | %      | Maj.  |
| --------------------------------------------------------------------------------------------- | ---------------------- | --------------------- | -------------- | ------ | ----- |
|                                                                                               | Mario Dumont (sortant) | Action démocratique   | 10 897         | 46,3 % | 4 589 |
|                                                                                               | Louise Chinard         | Parti québécois       | 6 308          | 26,8 % | -     |
|                                                                                               | Jean Morin             | Libéral               | 5 952          | 25,3 % | -     |
|                                                                                               | Louis Legault          | Bloc pot              | 197            | 0,8 %  | -     |
|                                                                                               | Daniel Morin           | Sans désignation      | 98             | 0,4 %  | -     |
|                                                                                               | Louis Leroux           | Démocratie socialiste | 61             | 0,3 %  | -     |
| Total                                                                                         | Total                  | Total                 | 23 513         | 100 %  |       |
| Le taux de participation lors de l'élection était de 71,4 % et 384 bulletins ont été rejetés. |                        |                       |                |        |       |

|                                                                                               | Nom                    | Parti               | Nombre de voix | %      | Maj.  |
| --------------------------------------------------------------------------------------------- | ---------------------- | ------------------- | -------------- | ------ | ----- |
|                                                                                               | Mario Dumont (sortant) | Action démocratique | 13 452         | 57,2 % | 7 867 |
|                                                                                               | Jacques Morin          | Libéral             | 5 585          | 23,8 % | -     |
|                                                                                               | Carol Gilbert          | Parti québécois     | 4 155          | 17,7 % | -     |
|                                                                                               | Julie Morin            | Vert                | 312            | 1,3 %  | -     |
| Total                                                                                         | Total                  | Total               | 23 504         | 100 %  |       |
| Le taux de participation lors de l'élection était de 72,7 % et 206 bulletins ont été rejetés. |                        |                     |                |        |       |

|                                                                                               | Nom                    | Parti               | Nombre de voix | %      | Maj.  |
| --------------------------------------------------------------------------------------------- | ---------------------- | ------------------- | -------------- | ------ | ----- |
|                                                                                               | Mario Dumont (sortant) | Action démocratique | 15 276         | 58,5 % | 7 886 |
|                                                                                               | Jean D'Amour           | Libéral             | 7 390          | 28,3 % | -     |
|                                                                                               | Hugues Belzile         | Parti québécois     | 2 821          | 10,8 % | -     |
|                                                                                               | Martin Poirier         | Vert                | 639            | 2,4 %  | -     |
| Total                                                                                         | Total                  | Total               | 26 126         | 100 %  |       |
| Le taux de participation lors de l'élection était de 78,3 % et 210 bulletins ont été rejetés. |                        |                     |                |        |       |

|                                                                                             | Nom                    | Parti               | Nombre de voix | %      | Maj.  |
| ------------------------------------------------------------------------------------------- | ---------------------- | ------------------- | -------------- | ------ | ----- |
|                                                                                             | Mario Dumont (sortant) | Action démocratique | 11 115         | 51,8 % | 5 320 |
|                                                                                             | Jean-Pierre Rioux      | Libéral             | 5 795          | 27 %   | -     |
|                                                                                             | Stephan Shields        | Parti québécois     | 3 048          | 14,2 % | -     |
|                                                                                             | Victor-Lévy Beaulieu   | Sans désignation    | 597            | 2,8 %  | -     |
|                                                                                             | Alain Gagnon           | Vert                | 513            | 2,4 %  | -     |
|                                                                                             | Stacy Larouche         | Québec solidaire    | 400            | 1,9 %  | -     |
| Total                                                                                       | Total                  | Total               | 21 468         | 100 %  |       |
| Le taux de participation lors de l'élection était de 64 % et 273 bulletins ont été rejetés. |                        |                     |                |        |       |

|                                                                                               | Nom                  | Parti                        | Nombre de voix | %      | Maj.  |
| --------------------------------------------------------------------------------------------- | -------------------- | ---------------------------- | -------------- | ------ | ----- |
|                                                                                               | Jean D'Amour         | Libéral                      | 9 959          | 47,5 % | 2 445 |
|                                                                                               | Paul Crête           | Parti québécois              | 7 514          | 35,8 % | -     |
|                                                                                               | Gilberte Côté        | Action démocratique          | 3 089          | 14,7 % | -     |
|                                                                                               | Martin Poirier       | Vert                         | 151            | 0,7 %  | -     |
|                                                                                               | Victor-Lévy Beaulieu | Sans désignation             | 93             | 0,4 %  | -     |
|                                                                                               | Benoît Renaud        | Québec solidaire             | 89             | 0,4 %  | -     |
|                                                                                               | Denis Couture        | Réforme financière           | 40             | 0,2 %  | -     |
|                                                                                               | Éric Tremblay        | Parti indépendantiste (2008) | 37             | 0,2 %  | -     |
| Total                                                                                         | Total                | Total                        | 20 972         | 100 %  |       |
| Le taux de participation lors de l'élection était de 61,6 % et 119 bulletins ont été rejetés. |                      |                              |                |        |       |